# Jmerînka
Jmerînka (denumit în perioada ocupației românești Șmerinca; în ucraineană Жмеринка, în rusă Жмеринка, transliterat: Jmerinka) este un oraș din regiunea Vinița, Ucraina, cu circa 37.000 de locuitori. În perioada 1941–1944 s-a aflat sub ocupație românească, fiind cuprins în județul Movilău. Pe atunci, avea o populație de 10.502 locuitori, dintre care 9.617 ucraineni, 425 ruși și 269 polonezi.
Este reședința raionului cu același nume, deși nu este inclus în acesta.

## Demografie
Componența lingvistică a orașului Jmerînka
     Ucraineană (90,81%)
     Rusă (8,51%)
     Alte limbi (0,5%)
Conform recensământului din 2001, majoritatea populației orașului Jmerînka era vorbitoare de ucraineană (90,81%), existând în minoritate și vorbitori de rusă (8,51%).